# Oscar Hedman
Oscar Hedman, född 21 april 1986 i Örnsköldsvik, är en svensk före detta ishockeyback som från och med 2013 spelade i Modo Hockey. Han är yngre bror till Johan Hedman och äldre bror till Victor Hedman.
Oscar Hedman är en stark tvåvägsback som är relativt allround i sin spelstil. Efter framgångsrika juniorår, då han var framträdande i MoDos J18- och J20-lag, fick han chansen i elitserien säsongen 2003-04 och blev sommaren därefter, 2004, draftad i femte rundan av Washington Capitals, som 132:a namn totalt. Trots att Hedman inte är alltför produktiv framåt har han sedan dess varit ordinarie i MoDos A-lag och hans uppoffrande och intelligenta spel var en starkt bidragande orsak till att MoDo vann SM-guldet 2007. Han förbättrade också sitt poängfacit för var och en av de fem första elitseriesäsonger han spelade med MoDo.
Hedman medverkade även i tre JVM med småkronorna och hade i den sista av dem, 2006, bäst plusminusstatistik av alla spelare i turneringen. Senare samma år, den 6 april 2006 (vid ännu 19 års ålder), debuterade han också i A-landslaget Tre Kronor (tillsammans med bland andra Nicklas Bäckström, Mathias Månsson och Anton Strålman).
Oscar Hedman skrev 27 mars 2008 på för Frölunda HC, där han kom att spela i tröjnummer 41 - samma tröjnummer som hans bröder har i respektive klubb. På 55 matcher gjorde han 11 poäng (varav 5 mål - nytt säsongsrekord för Hedman) och efter Frölundas tidiga sorti ur slutspelet fick Hedman spela de förberedande matcherna inför VM - några av dem tillsammans med yngre brodern Victor.
Hedman är tillsammans med Victor Hedman bolagsman i Guldhjälmarna Handelsbolag (registrerat 10 mars 2008) som syftar till tävlingsverksamhet med travhästar.

## Klubbar
- MODO Hockey
- Frölunda HC
- Timrå IK

## Statistik
| 2003-04           | MoDo Hockey       | Elitserien        | 24  | 1  | 2  | 3  | 6   | 6  | 0  | 0  | 0  | 0  |
| 2004-05           | MoDo Hockey       | Elitserien        | 43  | 1  | 3  | 4  | 18  | 4  | 0  | 0  | 0  | 0  |
| 2005-06           | MoDo Hockey       | Elitserien        | 44  | 3  | 2  | 5  | 30  | 5  | 0  | 1  | 1  | 0  |
| 2006-07           | MoDo Hockey       | Elitserien        | 55  | 2  | 7  | 9  | 42  | 20 | 1  | 4  | 5  | 14 |
| 2007-08           | MoDo Hockey       | Elitserien        | 53  | 4  | 9  | 13 | 30  | 5  | 1  | 1  | 2  | 0  |
| 2008-09           | Frölunda Indians  | Elitserien        | 55  | 5  | 6  | 11 | 26  | 11 | 0  | 0  | 0  | 14 |
| 2009-10           | Frölunda Indians  | Elitserien        | 52  | 2  | 5  | 7  | 12  | 7  | 0  | 0  | 0  | 0  |
| 2010-11           | Frölunda Indians  | Elitserien        | 55  | 2  | 9  | 11 | 40  | -- | -- | -- | -- | -- |
| 2011-12           | Timrå             | Elitserien        | 55  | 2  | 11 | 13 | 24  | -- | -- | -- | -- | -- |
| 2012-13           | Timrå             | Elitserien        | 55  | 0  | 4  | 4  | 26  | -- | -- | -- | -- | -- |
| 2013-14           | MoDo Hockey       | SHL               | 53  | 3  | 7  | 10 | 14  | 2  | 0  | 0  | 0  | 0  |
| 2014-15           | MoDo Hockey       | SHL               | 55  | 1  | 6  | 7  | 30  | 3  | 0  | 1  | 1  | 2  |
| Elitserien Totalt | Elitserien Totalt | Elitserien Totalt | 602 | 26 | 71 | 97 | 298 | 60 | 2  | 6  | 8  | 28 |